# Julio Oscar Mechoso

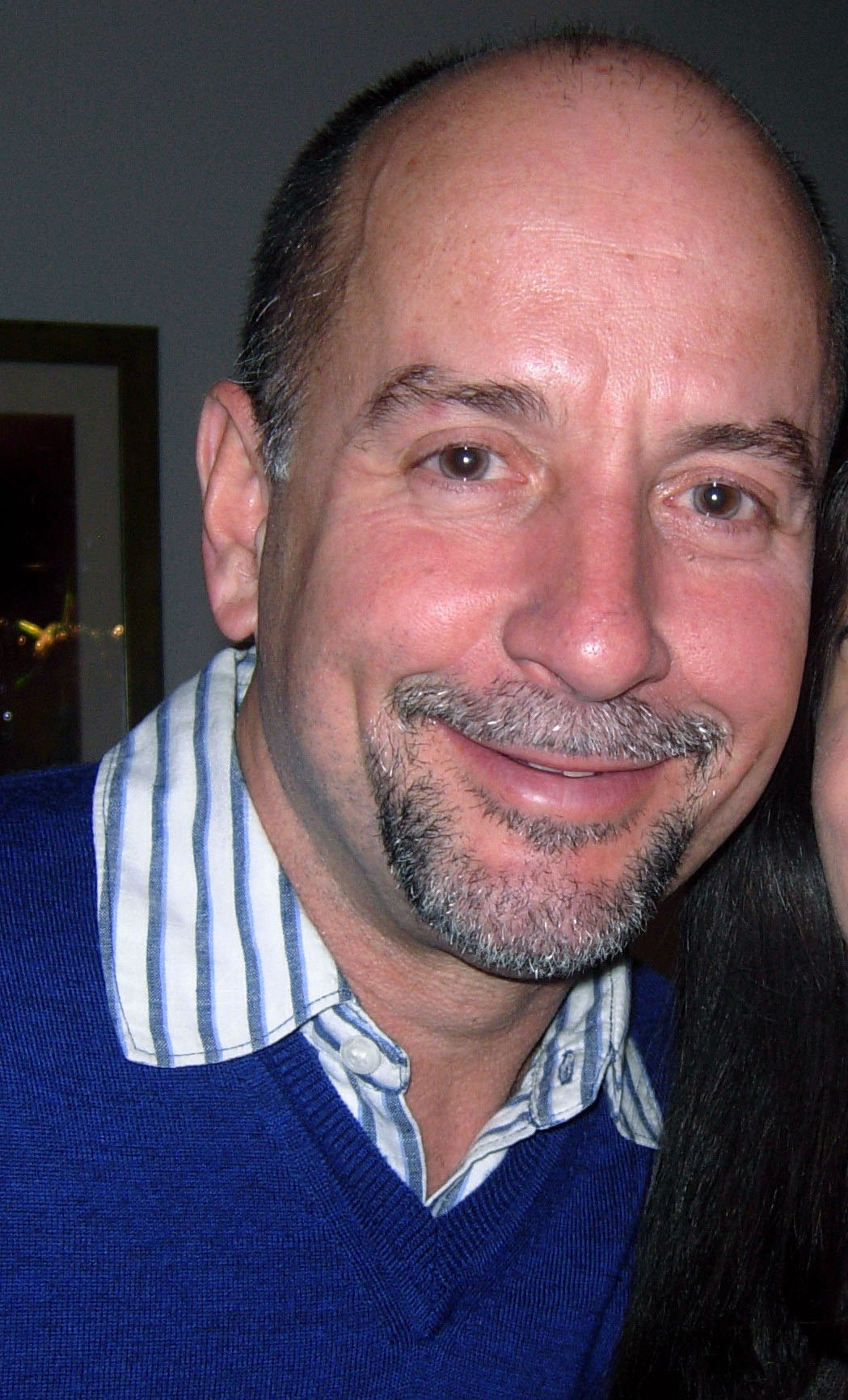
Julio Oscar Mechoso (2011)

Julio Oscar Mechoso (* 31. Mai 1955 in Kuba; † 25. November 2017 in Los Angeles) war ein US-amerikanischer Schauspieler.

## Biografie
Julio Oscar Mechoso wuchs in Miami, Florida auf. Er debütierte als Statist in zwei Folgen der Fernsehserie ¿Qué pasa, U.S.A.?. Nach acht weiteren Auftritten in der erfolgreichen Fernsehserie Miami Vice zwischen 1984 und 1988 konnte sich Mechoso allmählich als Nebendarsteller im Filmgeschäft etablieren. Obwohl er häufig namenlose Figuren spielte und selten für eine Hauptrolle besetzt wurde, hat er in Filmen wie Bad Boys – Harte Jungs, Jurassic Park III, Die Legende des Zorro und Little Miss Sunshine mitgespielt.

## Filmografie (Auswahl)

### Film
- 1986: Der Flug des Navigators (Flight of the Navigator)
- 1988: Police Academy 5 – Auftrag Miami Beach (Police Academy 5: Assignment: Miami Beach)
- 1990: Internal Affairs – Trau’ ihm, er ist ein Cop (Internal Affairs)
- 1992: Jenseits der weißen Linie (Deep Cover)
- 1992: Toys
- 1994: Abrechnung in Bangkok (Day of Reckoning)
- 1994: Eine Million für Juan (A Million to Juan)
- 1995: Bad Boys – Harte Jungs (Bad Boys)
- 1995: Brennende Liebe (A Pyromaniac’s Love Story)
- 1996: White Squall – Reißende Strömung (White Squall)
- 1997: Die schrillen Vier in Las Vegas (Vegas Vacation)
- 1997: Zwei Singles in L.A. (Til There Was You)
- 1998: Den Kopf in der Schlinge (Indiscreet)
- 1999: Der Diamanten-Cop (Blue Streak)
- 1999: Virus – Schiff ohne Wiederkehr (Virus)
- 2001: Heartbreakers – Achtung: Scharfe Kurven! (Heartbreakers)
- 2001: Jurassic Park III
- 2001: Tortilla Soup – Die Würze des Lebens (Tortilla Soup)
- 2002: Killing Moves (Assassination Tango)
- 2002: Nicht auflegen! (Phone Booth)
- 2002: Pumpkin
- 2003: Irgendwann in Mexico (Once Upon a Time in Mexico)
- 2005: Die Legende des Zorro (The Legend of Zorro)
- 2005: Dogtown Boys (Lords of Dogtown)
- 2006: Little Miss Sunshine
- 2007: Kill Bobby Z (The Death and Life of Bobby Z)
- 2007: Kick It Like Sara (Her Best Move)
- 2007: Planet Terror (Grindhouse: Planet Terror)
- 2013: Machete Kills

### Serie
- 1979: ¿Qué pasa, U.S.A.? (zwei Folgen)
- 1984–1988: Miami Vice (acht Folgen)
- 1990: Jake und McCabe (Jake and the Fatman, zwei Folgen)
- 1990–1993: Matlock (zwei Folgen)
- 1994–1996: Mit Herz und Scherz (Coach, zehn Folgen)
- 1996: High Incident – Die Cops von El Camino (High Incident, zehn Folgen)
- 2002–2003: Greetings from Tucson (22 Folgen)
- 2005: Ghost Whisperer – Stimmen aus dem Jenseits (Ghost Whisperer, Folge 1x11)
- 2009: El Dorado (zwei Folgen)
- 2009: FlashForward (eine Folge)
- 2010: The Big Bang Theory (eine Folge)

## Einzelnachweis
1. ↑  Julio Oscar Mechoso Dies: Character Actor Was 62